# Pokémon mini
Pokémon mini es una videoconsola portátil de videojuegos lanzada en el año 2001 por Nintendo, y es la consola de cartuchos intercambiables más pequeña del mundo. Fue lanzada por primera vez en América del Norte el 16 de noviembre de 2001, (dos días antes del lanzamiento de GameCube) en Japón el 14 de diciembre de 2001, y en Europa el 15 de marzo de 2002. Está especializada en la franquicia de medios Pokémon. Por la escasez de títulos y que eran en blanco y negro, esta consola no obtuvo el mismo gran éxito de ventas que las otras consolas portátiles de Nintendo como la Game Boy Advance o la Nintendo DS en Europa y Estados Unidos. Se lanzó en tres colores: Wooper Azul, Chikorita Verde y Smoochum Púrpura.
Entre sus características incluyen un reloj interno en tiempo real, un puerto infrarrojo utilizado para facilitar el juego multijugador, un motor de vibración, y un sensor de movimiento para detectar sacudidas. En el videojuego Pokémon Channel se incluyen versiones jugables emuladas de versiones demo de los juegos de Pokémon Mini, incluyendo juegos inéditos de la consola como "Snorlax's Lunch Time" y "Togepi's Great Adventure", que solo se lanzaron en Japón.
Varios hackers hicieron ingeniería inversa al Pokémon mini (con la ayuda del emulador incluido en Pokémon Channel), y lograron permitir la creación de homebrew y que los juegos oficiales se jueguen en otras plataformas (como PC, Dreamcast, Wii (a través de RetroArch), y varios otros).

## Especificaciones técnicas

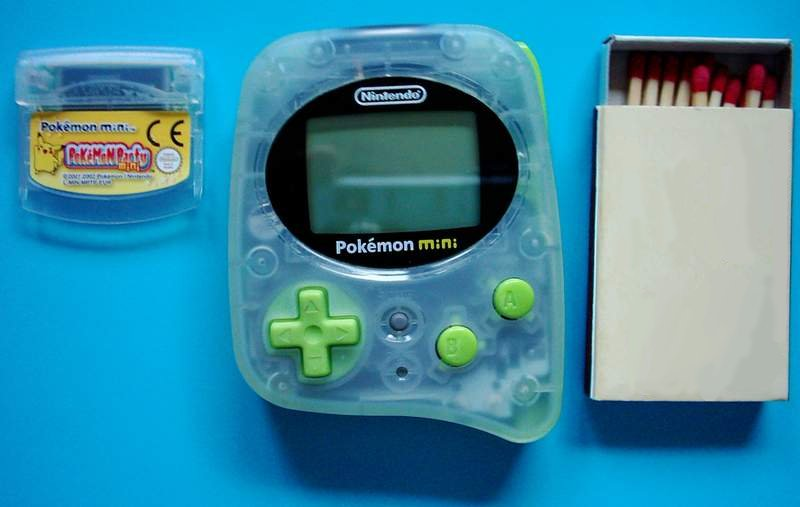
Consola comparada con una caja de Fósforos.

- CPU: 8-bit, 4 MHz Seiko (ahora Epson) S1C88
- Pantalla: 96 x 64 pixeles monocromático LCD
- Formato: Game Pak (cartucho de 512 KB)
- BIOS: Interna de 4 KB
- RAM: 4 KB (compartido con el subsistema de video)
- Bus de cartucho de 21 bits
- 256 registros de hardware; en la mayoría de los casos registros de bus abierto
- Dimensiones: 74 mm x 58 mm x 23 mm (2.91 pulgadas x 2.28 pulgadas x 0.91 pulgadas)
- Peso: 70 gramos (2,5 oz) con Game Pak y batería AAA insertada
- Potencia: 1 batería AAA (dura aproximadamente 60 horas)

## Lista de juegos
Los juegos fueron publicados en Japón por The Pokémon Company y en otros países por Nintendo.
| título                           | Género      | Desarrollador | Lanzamiento             | Lanzamiento             | Lanzamiento         |
| título                           | Género      | Desarrollador | JP                      | NA                      | PAL                 |
| -------------------------------- | ----------- | ------------- | ----------------------- | ----------------------- | ------------------- |
| Pichu Bros. mini                 | Mini juegos | Denyusha      | 09 de agosto de 2002    | Cancelado               | Cancelado           |
| Pokémon Breeder mini             | Simulación  | Jupiter       | 14 de diciembre de 2002 | Cancelado               | Cancelado           |
| Pokémon Party mini               | Mini juegos | Denyusha      | 14 de diciembre de 2001 | 16 de noviembre de 2001 | 15 de marzo de 2002 |
| Pokémon Pinball mini             | Pinball     | Jupiter       | 14 de diciembre de 2001 | 16 de noviembre de 2001 | 15 de marzo de 2002 |
| Pokémon Puzzle Collection        | Puzzle      | Jupiter       | 14 de diciembre de 2001 | 16 de noviembre de 2001 | 15 de marzo de 2002 |
| Pokémon Puzzle Collection vol. 2 | Puzzle      | Jupiter       | 26 de abril de 2002     | Cancelado               | Cancelado           |
| Pokémon Race mini                | Carreras    | Jupiter       | 19 de julio de 2002     | Cancelado               | Cancelado           |
| Pokémon Tetris                   | Puzzle      | Nintendo      | 21 de marzo de 2002     | Cancelado               | 15 de marzo de 2002 |
| Pokémon Zany Cards               | Estrategia  | Denyusha      | 14 de diciembre de 2001 | 16 de noviembre de 2001 | 15 de marzo de 2002 |
| Togepi's Great Adventure         | Aventura    | Jupiter       | 18 de octubre de 2002   | Cancelado               | Cancelado           |